# Parco nazionale Kouchibouguac
Il parco nazionale di Kouchibouguac (in inglese Kouchibouguac National Park) è un parco nazionale situato in Nuovo Brunswick, in Canada.